# 明日之後 (電影)
是一部2004年上映由羅蘭·艾默瑞奇執導的美國科幻災難片，描述全球寒冷化後造成的一個新的冰河時期給人類帶來的災難。

## 劇情
在南極冰川上，古氣候學家傑克·霍爾與同事法蘭克和傑森在冰川上考察時，親眼目睹整個拉森冰架全部断裂。傑克隨後將有關全球暖化的调查結果於新德里舉行的聯合國研討會上报告，聲明兩極冰川融化而流失的大量淡水已經阻斷了北大西洋洋流的暖洋流，而這種情況繼續持續下去將會在未來形成另一個冰河時期。但參加會議的各國元首對此感到荒謬，美國副總統雷蒙德·貝克甚至把傑克的理論當作笑話看待。
傑克回家後致電自己的妻子露西，得知自己兒子山姆即將前往紐約市代表學校參加科學知識競賽。第二天早上，傑克因為抵觸副總統而遭到上司的責備，隨後便將與自己關係疏遠的兒子送至機場。山姆與好朋友布萊恩，和暗戀對象蘿拉搭乘的班機在經過風暴的範圍後，終於到達了曼哈頓，並在路上目睹一大群鳥類向遠方遷移。
幾天後，位於蘇格蘭的海德蘭氣象中心，參加過研討會的泰利·拉普森教授，發現海水下降了十三度，認同理論的泰利便聯絡傑克。傑克得到消息後對情況感到難以置信，回到氣象管理局後便報告給眾人。一開始所有人不相信，但卻在新聞中看到被四個大型龍捲風摧毀的洛杉矶後開始接受，一名來自國家航空暨太空總署的女氣象學家詹妮特·高田也加入了傑克的小組，利用自己建立的氣象模型收集數據，卻驚訝的發現氣候的大型轉變會在六至八個星期後就會開始。
在連續下了三天三夜大雨的曼哈頓，山姆等人因為龍捲風的肆虐無法搭機返家，最後在比賽中結識的學生傑迪的協助才勉強度過一晚。另一邊，傑克將風暴的惡化報告給副總統，希望能實施大規模的疏散，但仍得不到副總統的重視。
在蘇格蘭，英國空軍負責接送皇室成員的直升機，在飛越暴風眼時因為油管結冰而全部墜毀，一名劫後餘生的飛行員還沒出飛機便遭到凍死。泰利發現了這個事情後立刻聯絡給傑克等人。收到這個消息，傑克等人顯得非常凝重。
紐約城的暴風雨仍然持續中，中央車站在大淹水的情況下被迫關閉，使得山姆等人的計畫再度打亂。山姆等人最終決定冒著風雨前往第五大道，卻因為找不到司機而決定先到紐約公共圖書館避雨。路程中蘿拉的腿不慎遭到割傷，之後發現一對說法語的母女被困在汽車中而轉回去幫助她們。此時，大海嘯衝擊整個紐約市，速度之快導致大部分市民全部被海嘯吞噬。眼看洪水就要逼近圖書館時，山姆救了落後的蘿拉後與眾人躲進圖書館裏。
泰利等人得到了傑克發送的數據後震驚，在全球一共有三個風眼，分別位於加拿大、蘇格蘭與西伯利亞，而地球也會在風暴停止後進入一個新的冰河時期。泰利預感自己已經錯過撤離的時機，便希望傑克盡可能解救更多的人。而泰利與兩名同事在等到電力耗盡後，不幸凍死在氣象中心裏。隨後，山姆利用圖書館裏的公共電話向父親求救。傑克警告山姆，風暴的惡劣日益嚴重，向南撤離已經是不可行的辦法。唯有在室內避難，起火取暖等待風暴離去才能生存，並承諾會前往紐約市解救他們。
傑克在動身離開前向美國總統做出了簡報，表明冰雪在風暴結束後會覆蓋整個北半球，最後在地圖上劃了一條以紐約為南的紅線，希望立刻撤離紅線以南的人民，並建議以北的民眾全部留在室內點火取暖、等待救援、聽天由命。副總統得知傑克即將營救被困在紐約的兒子後，默默沉思而一言不發，美國總統也下令軍隊撤離美國南部。傑克、傑森與弗蘭克一行人開始打點前往紐約的行裝，在向詹妮特告別後便驅車出發。此時，大部分逃難至南的美國人已經到達墨西哥邊境，甚至開始拆鐵網非法進入墨西哥。
幾天後，被洪水覆蓋的紐約市因為氣溫驟降與風雪不止，而逐漸變為一座死城。城市中，大部分倖存者試圖藉由短暫的風雪停息從市區撤離。在一名警察的鼓動下，在圖書館的人群也打算離開，得知風暴將殺死所有人的山姆極力勸阻，但僅有少數民眾追隨山姆等人而倖存下來，而不聽勸告的人們卻接連死在白茫茫的冰天雪地中。後來，到達難民營的雷蒙德收到一則消息，最後撤離的美國總統的車隊被困在風雪中，最後在雪中不幸凍死。
傑克、傑森和弗蘭克等人穿越了費城前往紐約市，在發生車禍後決定以徒步繼續推進。但在經過一家購物中心樓頂時，弗蘭克的雪橇因壓碎玻璃，連人帶著雪橇懸掛在購物中心的頂端，最後發現上方的玻璃即將破碎，為解救傑克等人而自行切斷繩子。當天晚上，山姆終於向蘿拉表白了自己的愛意。此時，在地球上空的國際太空站發現北半球完全被雲層覆蓋，也在隨後以衛星照片通知美國難民營。詹妮特與湯姆發現衛星照片中的北美洲的暴風眼，推測它即將進入紐約市。
與此同時，山姆等人發現蘿拉因爲腿受傷而引發敗血症，必須注射藥物才能活命。而山姆為了救蘿拉，便夥同布萊恩和傑迪前往被沖到街道的貨船上拿藥，但意外的遭到從動物園逃脫的狼群襲擊，傑迪的腿被狼咬傷，一行人受困在食堂裡。山姆發現暴風眼已經來到紐約市，便將狼引出食堂，在逃出後將布萊恩與傑迪救出。山姆與布萊恩拖著被咬傷腿的傑迪回圖書館，親眼目睹帝國大廈因為氣溫驟降而結冰，便趕忙的向圖書館逃命。傑克發現同行的傑森因為體力不支而昏倒，便拖著他繼續前進，但卻發現能見度提高了，四周的風速降低了。他意識到風眼即將到來，於是帶著傑森往一處餐廳躲避，並點起火來抗拒寒冷。
幾小時後，傑森從昏迷中醒來，兩人趁著風暴離去的空檔繼續前進，走到史坦頓島後發現了遍地遭到凍死的屍體，傑森開始擔心山姆的存活性，而傑克卻堅定的相信山姆一定還活著。而當晚，國際太空站上的太空人發現地球上三個暴風眼已經消散。
清晨，傑克與傑森醒來後發現一艘被冰凍的巨大貨船，兩人經過被凍成冰雕的自由女神像後，終於到達了紐約市。在找到被大雪埋住的圖書館後，最終成功找到了山姆等人。父子重逢後，兩人緊緊相擁，其他人不禁露出了久違的微笑。
而此時墨西哥的美國大使館，已經成為美國總統的雷蒙德得知了傑克已經到達紐約的消息，也在公開談話中對於在這場浩劫中的罹難者們表示哀悼。湯姆的直升機也在紐約的海平面上找到了傑克等人，最終傑克等人終於獲救。美國陸軍的直升機解救倖存者的畫面，也讓一行人都鬆了口氣。此時在浩瀚無垠的宇宙中，一顆雲破天開的地球出現在太空人們的眼前。

## 演員
| 演員                        | 角色                         | 粵語配音 | 備註                                                  |
| 丹尼斯·奎德 Dennis Quaid    | 傑克·霍爾 Jack Hall          | 陳 欣    | 美國國家海洋及大氣管理局古氣候學學家、山姆·霍爾的父親 |
| 傑克·葛倫霍 Jake Gyllenhaal | 山姆·霍爾 Sam Hall           | 梁偉德   | 傑克·霍爾的兒子                                       |
| 艾美·羅森 Emmy Rossum       | 蘿拉·查普曼 Laura Chapman    | 陳凱婷   | 山姆·霍爾的朋友兼戀人                                 |
| 塞拉·沃德 Sela Ward         | 露西·霍爾 Lucy Hall          | 黃鳳英   | 兒科醫生、傑克的妻子、山姆的母親                      |
| 伊恩·荷姆 Ian Holm          | 泰瑞·瑞普森 Terry Rapson     | 張炳強   | 蘇格蘭黑德蘭中心的海洋學家                            |
| 富田譚玲 Tamlyn Tomita      | 珍娜·高田 Janet Takada       | 謝潔貞   | 美國太空總署的颶風專家                                |
| 阿傑·史密斯 Arjay Smith     | 萊恩·帕克斯 Brian Parks      |          | 高中生，山姆和蘿拉的朋友                              |
| 佩里金 Perry King           | 布萊克 Blake                 |          | 美國總統                                              |
| 肯尼斯·威爾斯 Kenneth Welsh | 雷蒙德·貝克爾 Raymond Becker |          | 美國副總統，後來接替布萊克                            |
| 艾咪·斯隆 Amy Sloan         | 艾爾莎 Elsa                  |          | 一名少女，與山姆和其他人一起被困在紐約公共圖書館      |

## 评价
烂番茄新鲜度45%，视觉特效获赞，剧情和台词被批。2008年雅虎电影将该片评入不符科学和事实的十大科幻片之列。

## 票房
全台灣票房為新台幣3.6億元。

## 相關資料
- 《明日之後》為全球首部完全「碳中和」（carbon-neutral）的電影製作。首先計算拍攝這部電影將會製造的二氧化碳總量後，在加州跟不丹種植能抵消這些二氧化碳的森林。
- 導演出資購買了許多省電燈泡，並送到牙買加和美國低收入戶家庭中，協助他們進行省電計劃。
- 《明日之後》拍攝了380個特效鏡頭。
- 製作成本達1.25億美元，[5]將近90%的預算製作特技效果。
- 在影片的官方網站上，做了一個統計和預測：2003年，在歐洲有2萬多人因氣溫過高死亡；美國創下龍捲風最高紀錄，一個月中平均每天6次，而且據分析該數字還有可能被很快刷新；在過去30年裡，熱帶氣旋帶來的死亡半數與洪水有關……到2050年125萬種生物將會滅絕；美麗的自然景觀將由於氣溫變暖而消失；由於氣候變暖，各種疾病將在這個星球上大肆傳播。

## 外部連結
- 互联网电影数据库（IMDb）上《明日之後》的资料（英文）
- AllMovie上《明日之後》的资料（英文）
- 爛番茄上《明日之後》的資料（英文）
- Metacritic上《明日之後》的資料（英文）
- Box Office Mojo上《明日之後》的資料（英文）
- Yahoo奇摩電影上《明日之後》的資料（繁體中文）
- 開眼電影網上《明日之後》的資料（繁體中文）
- 时光网上《明日之後》的資料（简体中文）
- 豆瓣电影上《明日之後》的資料 （简体中文）